# Collina del Penz
La Collina del Penz o Monte Penz (in lombardo Mont Penz) (562 m) è l'altura più a sud della Svizzera e si trova tra Chiasso e la sua frazione di Pedrinate poco lontano dal confine con l'Italia. Appartiene alle Colline del Mendrisiotto.
Fa parte dell'area protetta cantonale Parco della Collina del Penz che ha un'estensione di 245 ettari e si collega al parco italiano Parco Spina Verde di Como formando un unico parco transfrontaliero.
Presso la vetta del colle è presente la Chiesa di Santo Stefano a 490 m d'altezza, già oratorio in stile romanico e menzionata dal 1545, chiesetta situata nel luogo dove in epoca romana si sarebbe trovato un tempio pagano. Le prime testimonianze di attività umane sulla Collina del Penz sono tuttavia più antiche, essendo databili al IX secolo a.C..